# Johannes Anton Larraß

Generalleutnant z. D. Johannes Anton Larraß

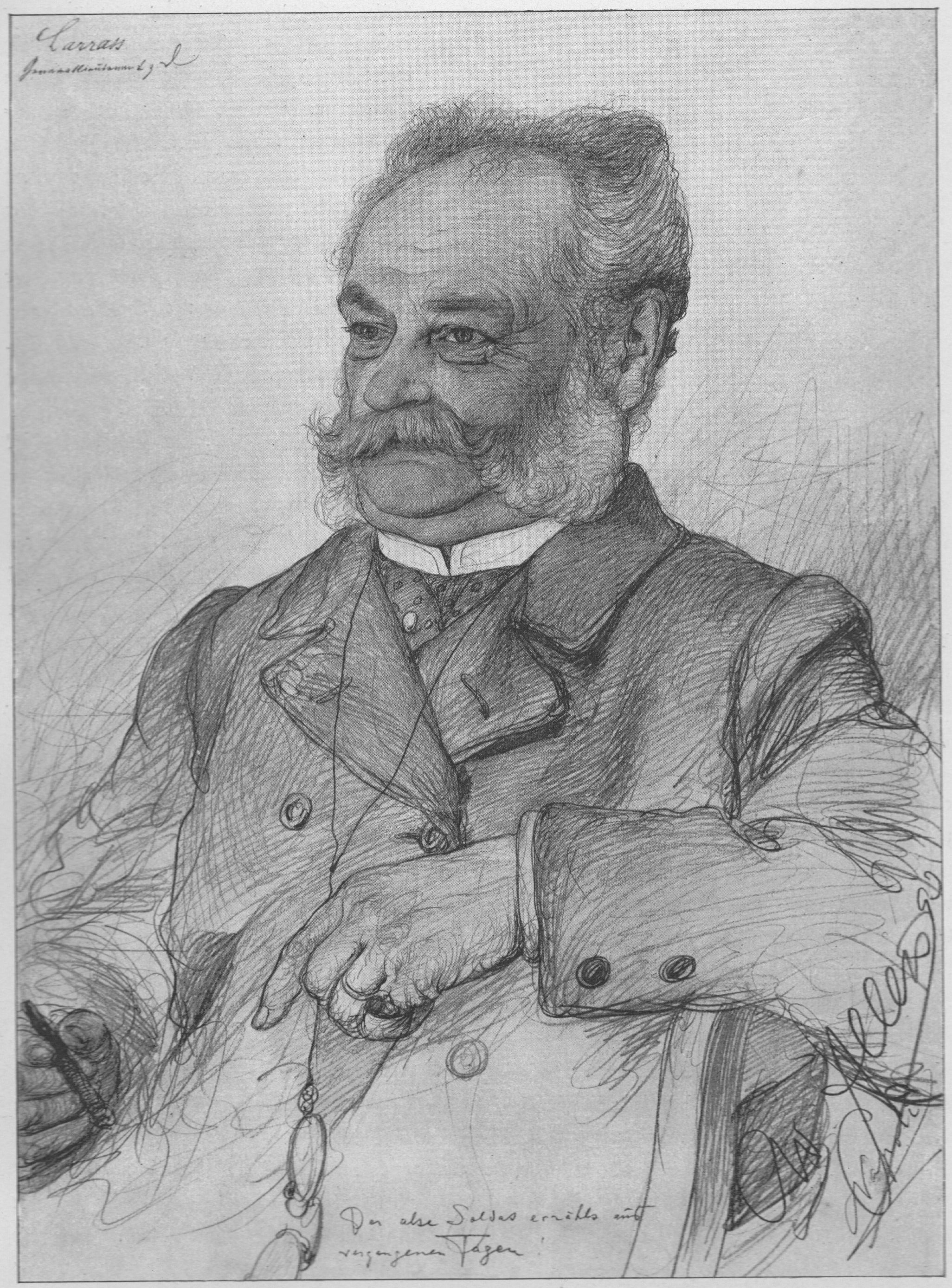
Generalleutnant Johannes Anton Larraß, 1893

Johannes Anton Larraß (* 4. Dezember 1832 in Dresden; † 30. Juli 1908 ebenda) war ein sächsischer Generalleutnant.

## Leben
Larraß trat 1849 in das sächsische Kadettenkorps ein. Am 1. April 1853 wurde er zum Portepeejunker ernannt und als solcher dem 8. Infanteriebataillon in Schneeberg unterstellt. Aus diesem und dem 7. Bataillon, welches in Marienberg lag, wurde 1867 das 6. Infanterie-Regiment gebildet.
Mit der Übergabe der Offiziersepauletten wurde Larraß am 1. September 1853 zum 12. Infanteriebataillon nach Wurzen versetzt. Außerdem diente er als Leutnant im 10. und 16. Infanteriebataillon. Er besuchte von 1856 bis 1858 die Generalstabsschule und am 1. Mai 1859 erfolgte seine Beförderung zum Oberleutnant. Als solcher wurde er am 1. November 1865 Adjutant der 3. Infanteriebrigade „Prinz Georg“.
Während des Deutschen Krieges von 1866 wurde Larraß in Wien zum Hauptmann und Kompaniechef im 10. Infanterie-Bataillon ernannt. Nach der Eingliederung der Sächsischen Armee in den Norddeutschen Bund wurde er Wirtschaftsoffizier im neuformierten 7. Infanterieregiment „Prinz Georg“. Am 1. Januar 1869 wurde er Kompaniechef in diesem Regiment.
Am 1. Januar 1870 wurde Larraß als Intendanturrat in das sächsische Kriegsministerium berufen. Diese Stelle hatte er während des ganzen Feldzuges 1870/71 inne. Am 1. August 1871 wurde er zum Abteilungsleiter befördert. Insgesamt war Larraß neun Jahre im Kriegsministerium. In dieser Zeit wurde er zum Major (1874) und zum Oberstleutnant (1878) befördert.
Am 1. März 1880 schied Larraß aus dem Ministerium, trat in den Truppendienst über und erhielt das Kommando über das II. Bataillon des Grenadier-Regiments „Kaiser Wilhelm, König von Preußen“ (2. Königlich Sächsisches) Nr. 101. 13 Monate später wurde er zum Oberst befördert und zum Kommandeur des in Straßburg liegenden 6. Infanterie-Regiment Nr. 105 ernannt, über das er 1887 eine umfangreiche Monografie veröffentlichte. Über sechs Jahre war er Kommandeur dieses Regimentes, bevor er 1887 zum Generalmajor befördert wurde und das Kommando der 2. Infanterie-Brigade Nr. 46 übernahm. Nach dem Rücktritt des Stadtkommandanten von Dresden, Johann von O’Byrn (1829–1909), im Jahr 1890 übernahm Larraß diesen Posten.
Am 22. Januar 1892 wurde Larraß zum Generalleutnant der Armee ernannt und zur Disposition gestellt. Seinen Ruhestand verlebte er in Dresden. Er verstarb 1908 und wurde auf dem Nordfriedhof beigesetzt.

## Ehrenstellung
Er wurde zum Ehrenpräsident des Infanterieregimentes 105 ernannt und übernahm das Ehrenpräsidium des jährlichen Regimentstages.

## Auszeichnungen
- Komtur I. Klasse des Albrechts-Ordens
- Sächsisches Dienstauszeichnungskreuz
- Komtur des Hausordens der Wendischen Krone
- Orden der Eisernen Krone III. Klasse mit Kriegsdekoration
- Roter Adlerorden II. Klasse
- Stern zum Kronenorden II. Klasse
- Komtur II. Klasse des Herzoglich Sachsen-Ernestinischen Hausordens
- Großkreuz des Toskanischen Militär-Verdienst-Ordens

## Schriften
- Geschichte des Königlich Sächsischen 6. Infanterie-Regiments Nr 105 und seine Vorgeschichte 1701 bis 1887. Druck: H. L. Kayser, Strassburg i. E., 1887.